# 皆藤章
皆藤 章（かいとう あきら、1957年 - ）は、日本の心理学者・臨床心理士。京都大学名誉教授。奈良県立医科大学特任教授。

## 経歴
京都大学工学部から同大教育学部に転部。そこで河合隼雄の臨床心理学に関する講義を聴き、心理学に興味を抱く。1986年に京都大学教育学研究科博士課程単位取得退学。文学博士、臨床心理士。
その後、甲南大学教授を経て、京都大学大学院教育学研究科教授、所属講座は臨床教育学専攻・臨床実践指導学講座で、この講座は将来、指導的立場に立つ臨床心理士を養成するための日本で初めての講座。また、教育・医療・福祉等の多くの分野で臨床を行っている臨床心理士に対し、スーパービジョンを多数行っている。
皆藤は風景構成法の実践・研究を独自の視点から長年行っているが、風景構成法を心理療法の営みそのものに深く関わるものとして捉えている点が特徴的である。また、教育・医療・文化など多方面から心理療法についての研究を行っている。
風景構成法はこれまで主に創案者である精神科医の中井久夫や、精神科医・臨床心理士の山中康裕により初期の基幹となる風景構成法の研究・実践がなされてきた。皆藤はその中で、精神科医ではなく、臨床心理の立場から風景構成法に関する研究・実践を行っており、独自の新たな知見や視座を多く提供している。

## 著作

### 単著
- 皆藤章 1994 『風景構成法 : その基礎と実践』 誠信書房
- 皆藤章 1998 『生きる心理療法と教育 : 臨床教育学の視座から』 誠信書房
- 皆藤章 2010 『体験の語りを巡って 日本の心理臨床 4』 誠信書房
- 皆藤章 2024 『それでも生きてゆく意味を求めて : こころの宇宙を旅する』　到知出版社

### 編著・共著
- 皆藤章編 2004 『風景構成法のときと語り』 誠信書房
- 皆藤章・川嵜克哲編 2002 『風景構成法の事例と展開 : 心理臨床の体験知』 誠信書房
- 皆藤章編 2009 『現代のエスプリ 風景構成法の臨床』 ぎょうせい
- 皆藤章編 2007 『よくわかる心理臨床』 ミネルヴァ書房
- 皆藤章編 2004 『臨床心理査定技法』 誠信書房
- 皆藤章編 2005 『バウムの心理臨床』 創元社
- 皆藤章他 2006 『四天王寺カウンセリング講座 6』 創元社

### 共訳書
- A. H. チャップマン, M. C. M. S. チャップマン著 ,1994 山中康裕監修 ; 武野俊弥, 皆藤章訳 『サリヴァン入門 : その人格発達理論と疾病論』 岩崎学術出版社
- 横山博監訳、伊藤俊樹、金山由美、進藤貴子、皆藤章他 2000 『うつ病を生き抜くために : 夢と描画でたどる魂の癒し』 人文書院

### 論文
- 皆藤章 2006 『心理臨床と糖尿病臨床との接点 糖尿病診療マスター』 医学書院